# Patinho (carne bovina)
|  |

| Animal (kg) | Arroba (@) | Média (kg) |
| 160         | 10         | 3,18       |
| 190         | 12         | 3,77       |
| 220         | 14         | 4,37       |
| 250         | 16         | 4,97       |

O patinho é um tipo de corte da carne bovina. É localizada na parte inferior do animal e representa, aproximadamente, 7,79% da carcaça.

## Informação nutricional
| Valor calórico     | 142,03 kcal | 6%  |
| Carboidratos       | 0,12 g      | 0%  |
| Proteínas          | 44,74g      | 59% |
| Gorduras totais    | 2,51 g      | 0%  |
| Gorduras saturadas | 0,92 g      | 4%  |
| Colesterol         | 46,59 mg    | 16% |
| Fibras             | 0 g         | 0%  |
| Cálcio             | 8,53 mg     | 1%  |
| Ferro              | 1,84 mg     | 13% |
| Sódio              | 61,49 mg    | 3%  |

Obs.: Valores diários em referência com base em uma dieta de 2.500 calorias por porção de 100g com referência para animais do Brasil.